# Elaphidion scabricolle
Elaphidion scabricolle är en skalbaggsart som först beskrevs av Bates 1872. Elaphidion scabricolle ingår i släktet Elaphidion och familjen långhorningar.
Artens utbredningsområde är:
- Nicaragua.
- Panama.

Inga underarter finns listade i Catalogue of Life.